# Cantone di Draguignan
Il Cantone di Draguignan è una divisione amministrativa dell'arrondissement di Draguignan.
A seguito della riforma complessiva dei cantoni del 2014 è passato da 5 a 2 comuni.

## Composizione
Prima della riforma del 2014 comprendeva i comuni di:
- Ampus
- Draguignan
- Flayosc
- La Motte
- Trans-en-Provence

Dal 2015 comprende i comuni di:
- Draguignan
- Trans-en-Provence